# 앤 어거스틴
앤 어거스틴(영어: Ann Augustine, 1988년 7월 30일 ~ )은 인도의 배우이다.